# ماريلا
ماريلا هي جنس منقرض من مفصليات الأرجل تم التعرف عليها وسط الكمبري من طفل بورغيس في كولومبيا البريطانية. يعتبر الحيوان الأكثر شيوعًا في طفل بورغيس.

## تاريخ
كانت الماريلا أول الأحافير التي جمعها تشارلز دوليتل والكوت من طفل بورغيس في عام 1909. وصف والكوت الماريلا بشكل غير رسمي بأنها «سلطعون الدانتيل» ووصفها بشكل أكثر رسمية بأنها ثلاثية الفصوص الغريبة. ألحقت لاحقاً إلى طائفة التريلوبايتوديا التي لم تعد موجودة الآن في مجلدات «رسالة في علم الحفريات اللافقارية» Treatise on Invertebrate Paleontology. في عام 1971، قام ويتينغتون بإعادة وصف شامل للحيوان، واستنتج بأنه استنادا على أرجله وخياشيمه وملحقات رأسه، أنه ليس ثلاثي الفصوص، ولا من كلابيات القرون وليس من القشريات.
الماريلا هي واحدة من العديد من الكائنات الحية الفريدة الشبيهة بالمفصليات الموجودة في طفل بورغيس. ومن الأمثلة الأخرى الأوبابينيا و اليوهويا. كانت الخصائص غير العادية والمتنوعة لهذه المخلوقات مذهلة عندما اكتشفت. ساعدت هذه الأحافير، عندما وصفت، في إثبات أن حيوانات بورغيس الرخوة كانت أكثر تعقيدًا وتنوعًا مما كان متوقعًا في السابق.

## الوصف المادي

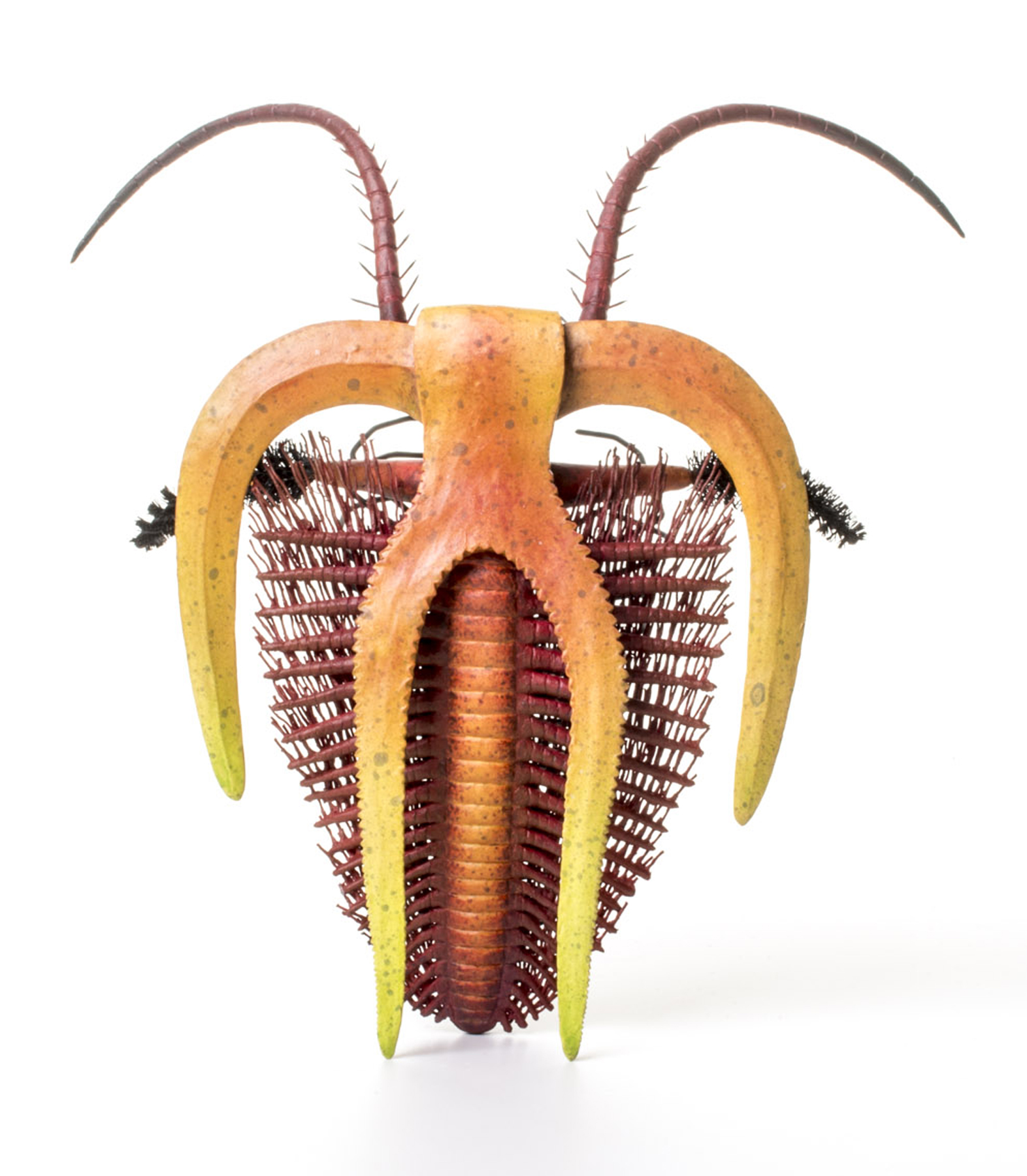
إعادة بناء الماريلا بواسطة متحف العلوم، في ترينتو

الماريلا حيوان صغير، 2 سم طولا أو أقل. يحتوي درع الرأس على زوجين من الأشواك الطويلة الراجعة للخلف. يوجد على الجانب السفلي من الرأس زوجان من الهوائيات، أحدهما طويل، والثاني أقصر. يتكون جسم الماريلا من 24 إلى 26 جزءًا من أجزاء الجسم، ولكل منها زوج من الزوائد المتفرعة. الفرع السفلي من الزوائد عبارة عن ساق للمشي، بينما الفرع العلوي عبارة عن خيشوم طويل ريشي. يوجد شوكة ذيلية (دبير) صغيرة تشبه الزر في نهاية صدرها. من غير الواضح كيف تصلب الرأس والأشواك غير المتمعدنة. تحتوي الماريلا على عدد كبير جداً من الهوائيات، وعدد قليل جدًا من الأرجل الرأسية، والقليل من الأجزاء لكل ساق لكي تصنف على أنها من ثلاثيات الفصوص. يفتقر إلى أزواج الأرج الثلاث خلف الفم التي تتميز بها القشريات. كما أن الأرجل تختلف تمامًا عن تلك الموجودة في القشريات، إذ تحور الزوج الأول إلى زوج واحد من الأرجل البطنية (أرجل العوم) مع إمدادات دم وفيرة. باستخدام تحديد نمط محزز الحيود على عينات الماريلا المحفوظة جيدًا يثبت أنها كانت تحتوي على لمعان قزحي الألوان، وهذا ينبئ بأنها كانت ملونة. غالبًا ما توجد البقع الداكنة في المناطق الخلفية للعينات، وهذه قد تكون فضلات مقذوفة من الجسم أو لمف دموي.

## البيئة

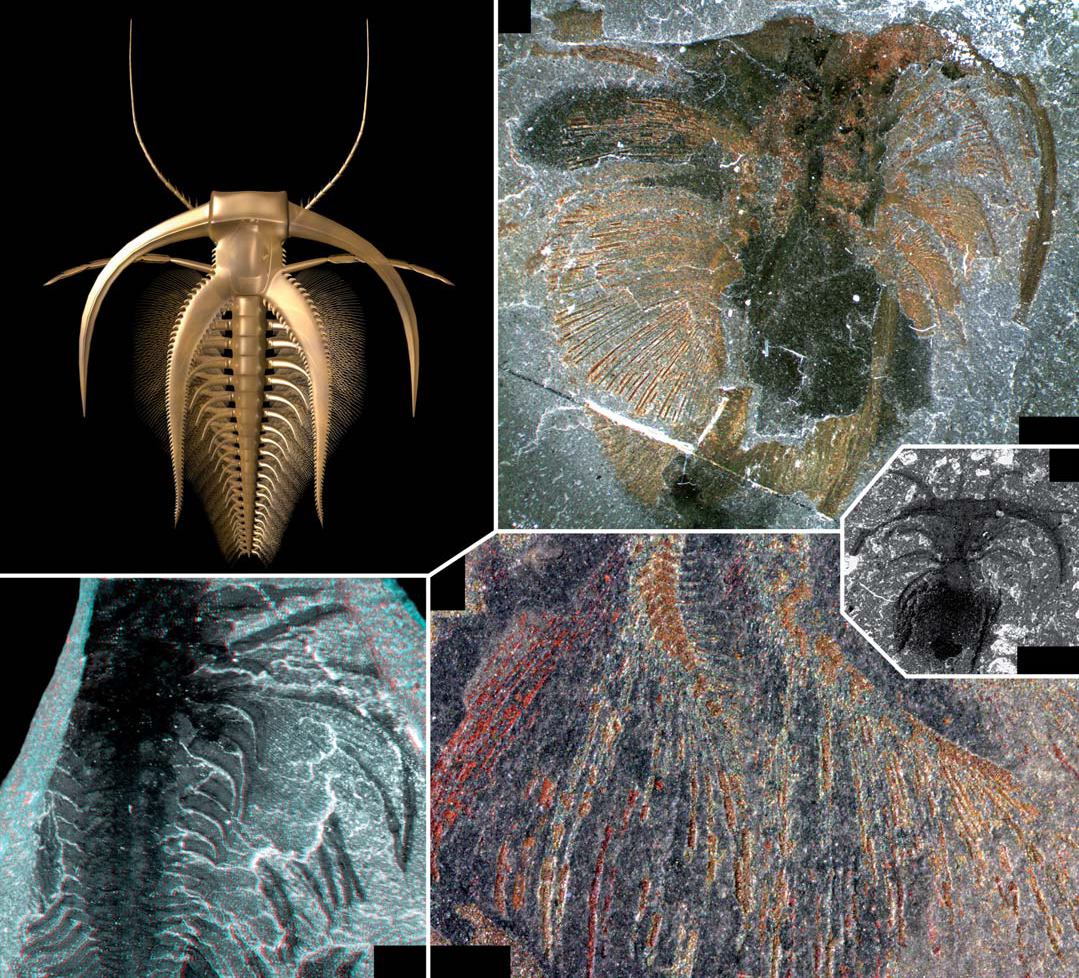
ماريلا سباييندينس, بواسطة هاوغ وأخرون، 2012

يعتقد أن الماريلا كانت من القاعيات، أي من الكائنات البحرية القمامة التي تقتات على الحتات والمواد الجسيمية. تُظهر إحدى العينات الاستثنائية تحجر هذا الكائن أثناء عملية الانسلاخ.

## التصنيف
من المقبول حاليًا أن يتم تصنيف الماريلا ضمن مجموعة جذعية من المفصليات - أي أنها تنحدر من سلف مشترك لها ولمعظم أو لكل مجموعات المفصليات الرئيسية اللاحقة. على الرغم من تشابهها السطحي مع ثلاثيات الفصوص، إلا أنها لا ترتبط ارتباطًا وثيقًا بهذه المجموعة أكثر من أي كائنات مفصلية أخرى.

## التواجد
الماريلا من أكثر الأجناس وفرة في طفل بورغيس. معظم عينات الماريلا ألتقطت من بين ثنايا طبقة «أديم ماريلا» الرقيقة، ولكنها مع ذلك شائعة في معظم منكشفات الطفل الأخرى. أكثر من 25 ألف عينة تم جمعها؛ 5028 من هذه العينات عرفت من أديم فيلوبود العظيم، إذ تشكل هذه المجموعة ما نسبته 9.56% من مجتمع الماريلا.
الماريلومورف أو ماريليات الشكل، تتوزع توزعا جيداً في ترسبات الكمبري الأخرى، وهي أيضا معروفة في رسوبيات متأخرة أخرى كما هو الحال مع العصر الديفوني.